# Chrysobothris francoisi
Chrysobothris francoisi es una especie de escarabajo del género Chrysobothris, familia Buprestidae. Fue descrita científicamente por Baudon en 1966.